# 卢森堡的杰奎塔
卢森堡的杰奎塔（英語：Jacquetta of Luxembourg，1415年/1416年 – 1472年5月30日）是聖波勒、孔韦尔萨诺与布列讷伯爵卢森堡的皮埃尔一世的长女。英国玫瑰战争时期人物。先嫁亨利五世的弟弟、法国摄政、贝德福德公爵约翰，支持兰开斯特家族。约翰死后，秘密嫁給公爵的管家理查·伍德維爾，继续为兰开斯特家族效力。亨利六世封理查·伍德維爾为里弗斯男爵。在长女伊丽莎白·伍德维尔和爱德华四世结婚后，改投约克家族，理查·伍德維爾进封里弗斯伯爵。她和前夫无子女，和后夫有十四个孩子。1470年被第十六代沃里克伯爵理查·伍德維爾指控为女巫，无罪释放。1484年被理查三世指控使用巫术促成爱德华四世和伊丽莎白·伍德维尔的婚姻。

## 家庭
杰奎塔出身卢森堡家族的旁支，父亲是勃艮第公爵的封臣，也是神聖羅馬皇帝、波西米亞國王西吉斯蒙德的族侄。

## 第一次婚姻
1433年4月，杰奎塔嫁给亨利四世与王后瑪麗·德·博亨的第三子約翰，第一代贝德福德公爵。1422-1435年约翰担任法国摄政，代替年幼的侄子亨利六世统治英占法国领地，在1431年处死圣女贞德。他先娶勃艮第公爵腓力三世的妹妹安妮，巩固英国和勃艮第的联盟。他在安妮死后的第二年再婚，间接导致了联盟的破裂。1435年9月约翰死于鲁昂，没有子女。年仅二十岁的杰奎塔守寡。

## 第二次婚姻
亨利六世命令公爵的管家理查·伍德維爾爵士护送杰奎塔回国，途中两人相爱，在1437年3月前秘密结婚，被处以1000英镑罚金。不久他们得到亨利六世的谅解，重返宫廷。1445年亨利六世迎娶安茹的玛格丽特，杰奎塔作为安茹的玛格丽特的叔母的姐姐，担任王后的侍从女官。1448年，理查·伍德維爾受封里弗斯男爵。1455年玫瑰战争打响，杰奎塔夫妇支持兰开斯特家族，反对约克家族。

## 在玫瑰战争中
愛德華四世在陶頓獲勝後，杰奎塔的女兒伊莉莎白其後成為英格蘭王后。在伊莉莎白的影響下，伍德維爾家族獲得巨大的聲望和權力。杰奎塔的丈夫理查被晉升為里弗斯伯爵，並於1466年3月被任命為高級財務官。杰奎塔為她的孩子們找到富有且有影響力的配偶，並幫助她的孫子們獲得高位。杰奎塔安排她20歲的兒子約翰迎娶寡居且非常富有的諾福克公爵夫人凱瑟琳·內維爾，她比約翰年長45歲。伍德維爾家族的崛起在約克家族中引起了廣泛的敵意，其中包括沃里克伯爵理查·伍德維爾和國王的弟弟加倫公爵佐治和告羅士打公爵理查，他們因國王的偏愛而以被前蘭開斯特家族成員所取代。
1469年，沃里克伯爵公開與愛德華四世決裂並暫時將他廢黜。里弗斯伯爵和他的兒子約翰於8月12日在凱尼爾沃思被沃里克伯爵捕獲並處決。杰奎塔比她的丈夫多活三年，並於1472年去世，享年約56歲。

## 女巫指控
1469年杰奎塔的丈夫被沃里克伯爵處決後不久，沃里克伯爵的追隨者托馬斯·韋克 (Thomas Wake) 指控杰奎塔施行巫術。韋克將一個鉛雕像帶到沃里克城堡，“製作得像一個戰士……中間斷了，並用金屬絲固定住”，並聲稱杰奎塔製作它和另外兩個雕像，用於代表國王的家族以施行巫術。他聲稱這些雕像是由“一個誠實的人”—諾咸頓郡斯托克布呂恩的哈里·金格斯頓在士兵離開後在他的家裡發現的，他將這些雕像交給（斯托克布呂恩教區）教區書記舒特蘭格的約翰·道格（John Daunger）。據稱，道格可以證明這三張雕像是杰奎塔製作的。當沃里克釋放愛德華四世時，此案不了了之，而杰奎塔則於1470年1月21日被國王大議會洗清罪名。1484年，理查三世在名為“提圖盧斯·雷吉烏斯”的法案中，重新提起對已故的杰奎塔巫術指控，聲稱她和伊麗莎白是通過巫術使伊麗莎白與愛德華四世結婚的。然而，理查三世從未提供任何證據來支持他的主張。

## 后代
- 大女：伊利沙伯·伍德維爾，爱德华四世王后
- 二子：路易斯·伍德维尔，1450年夏因高烧早逝
- 三女：安妮·伍德维尔
- 四子：安东尼·伍德维尔
- 五女：玛丽·伍德维尔
- 六女：雅格塔·伍德维尔
- 七子：约翰·伍德维尔
- 八子：理查德·伍德维尔
- 九女：玛莎·伍德维尔
- 十女：伊琳诺·伍德维尔
- 外孙：爱德华·斯塔福德，第三代白金汉公爵
- 外孙女：约克的伊丽莎白，亨利七世王后